# ایتالیا در المپیک تابستانی ۲۰۱۲

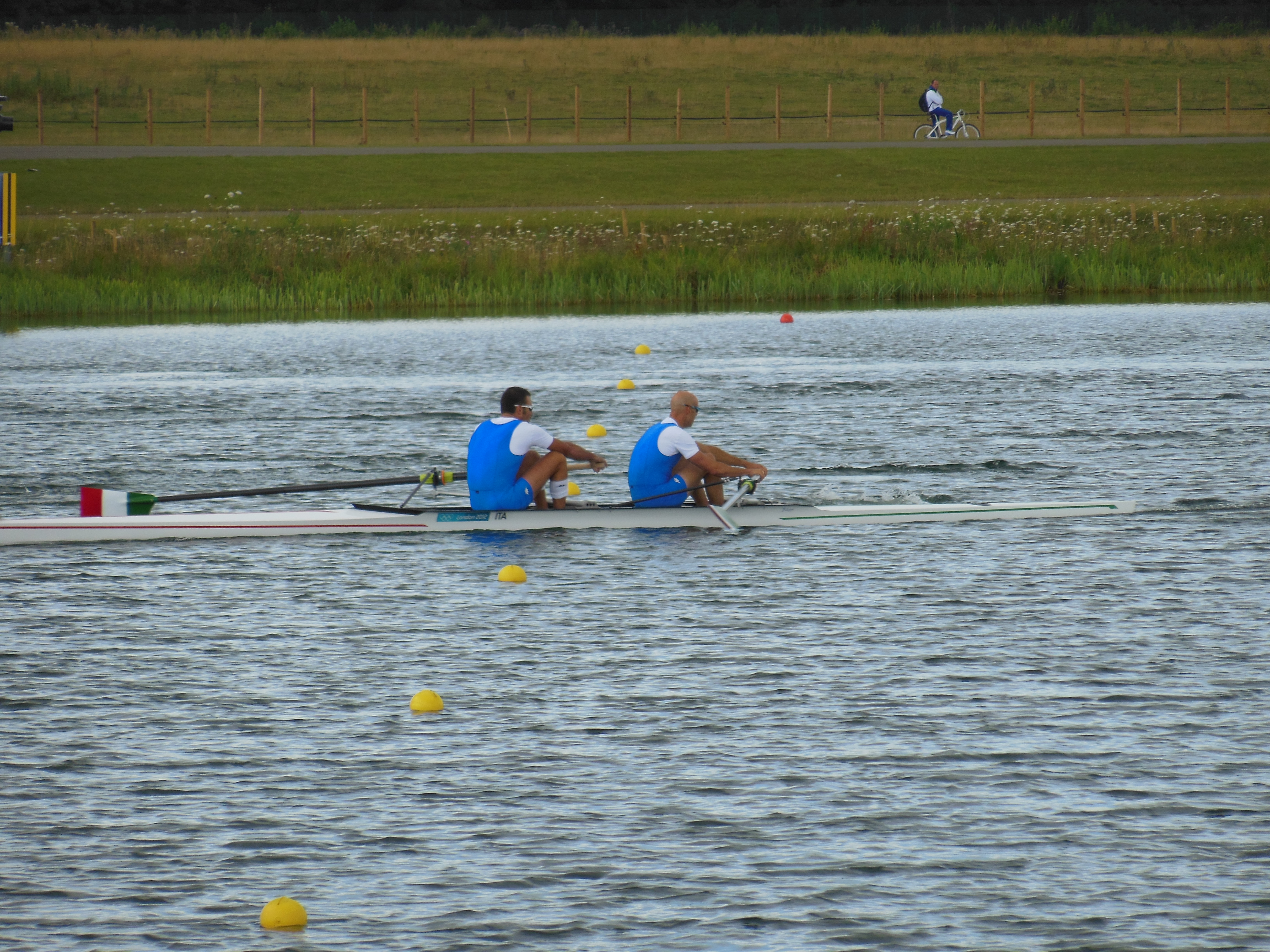
تیم ملی قایقرانی ایتالیا در المپیک تابستانی ۲۰۱۲

ایتالیا در بازی‌های المپیک تابستانی ۲۰۱۲ که در شهر لندن بریتانیای کبیر برگزار شد، کاروان ایتالیا با ۲۸۵ ورزشکار در این رقابت‌ها شرکت کرد و موفق به کسب ۲۸ مدال (۸ طلا، ۹ نقره، ۱۱ برنز) شد. در جدول رتبه‌بندی توزیع مدال‌ها، ایتالیا در ردهٔ ۸ مسابقات قرار گرفت.